# Linkenheim-Hochstetten
Linkenheim-Hochstetten je općina u njemačkoj pokrajini Baden-Württemberg, u okrugu Karlsruhe. Leži oko 17 kilometara sjeverno od Karlsruhea.

## Stanovništvo
Linkenheim-Hochstetten (krajem 2007.) ima 11.861 stanovnika.

## Ugovori o partnerstvu
- Jarny, Francuska
- Gröditz, Njemačka

## Vanjske poveznice
- Službena stranica (njem.)

### Ostali projekti
|  | Zajednički poslužitelj ima još gradiva o temi Linkenheim-Hochstetten |